# ميخائيل ميرفي (مغني)
ميخائيل ميرفي (بالإنجليزية: Michael Murphy)‏ هو مغني نيوزيلندي، ولد في 4 سبتمبر 1986 في تاوبو ‏ في نيوزيلندا.

## وصلات خارجية
- ميخائيل ميرفي على موقع ميوزك برينز (الإنجليزية)